# Thieffrain
Thieffrain est une commune française, située dans le département de l'Aube en région Grand Est, Thieffrain se situe sur le territoire champenois. Au-delà des plaines crayeuses, monotones débouchant vers l'est sur la Champagne humide.
Thieffrain fait partie du canton d'Essoyes. Ses habitants sont appelés les Thieffinois, Thieffinoises.

## Géographie
Thieffrain est à environ 210 km au sud-est de Paris, 39 km de Troyes, 43 km de Colombey-les-deux-Églises. La Boderonne prend sa source à Thieffrain située à 179 mètres d'altitude et se jette dans la Barse, elle-même affluent de rive droite de la Seine, à Montreuil-sur-Barse. La commune est proche du parc naturel régional de la Forêt d'Orient situé à 5 km.
| Villy-en-Trodes | Villy-en-Trodes | Puits-et-Nuisement |
| Magnant         | Thieffrain      | Beurey             |
| Magnant         | Beurey          | Beurey             |

Le terroir de Thieffrain est composé des hameaux suivants :  la Baudronne (à sa source), le Bouchot, la Briqueterie, le Chauffour, les Flées, Ru Grojean, Ru Marie, Ru des Vignes, Mongain, la Motte, le Moulin du Bois, le Parc, le Petit Étang.

### Toponymie
Le nom de Thieffrain est d'origine franque. Il est formé par un adjectif en ing sur un nom d'homme Teufridus[réf. nécessaire].

### Hydrographie
La commune est dans la région hydrographique « la Seine de sa source au confluent de l'Oise (exclu) » au sein du bassin Seine-Normandie. Elle est drainée par la Boderonne, le ru de Beurey et la Boderonne,.
La Boderonne, d'une longueur de 20 km, prend sa source dans la commune de Beurey et se jette  dans la Barse à Montreuil-sur-Barse, après avoir traversé huit communes. 

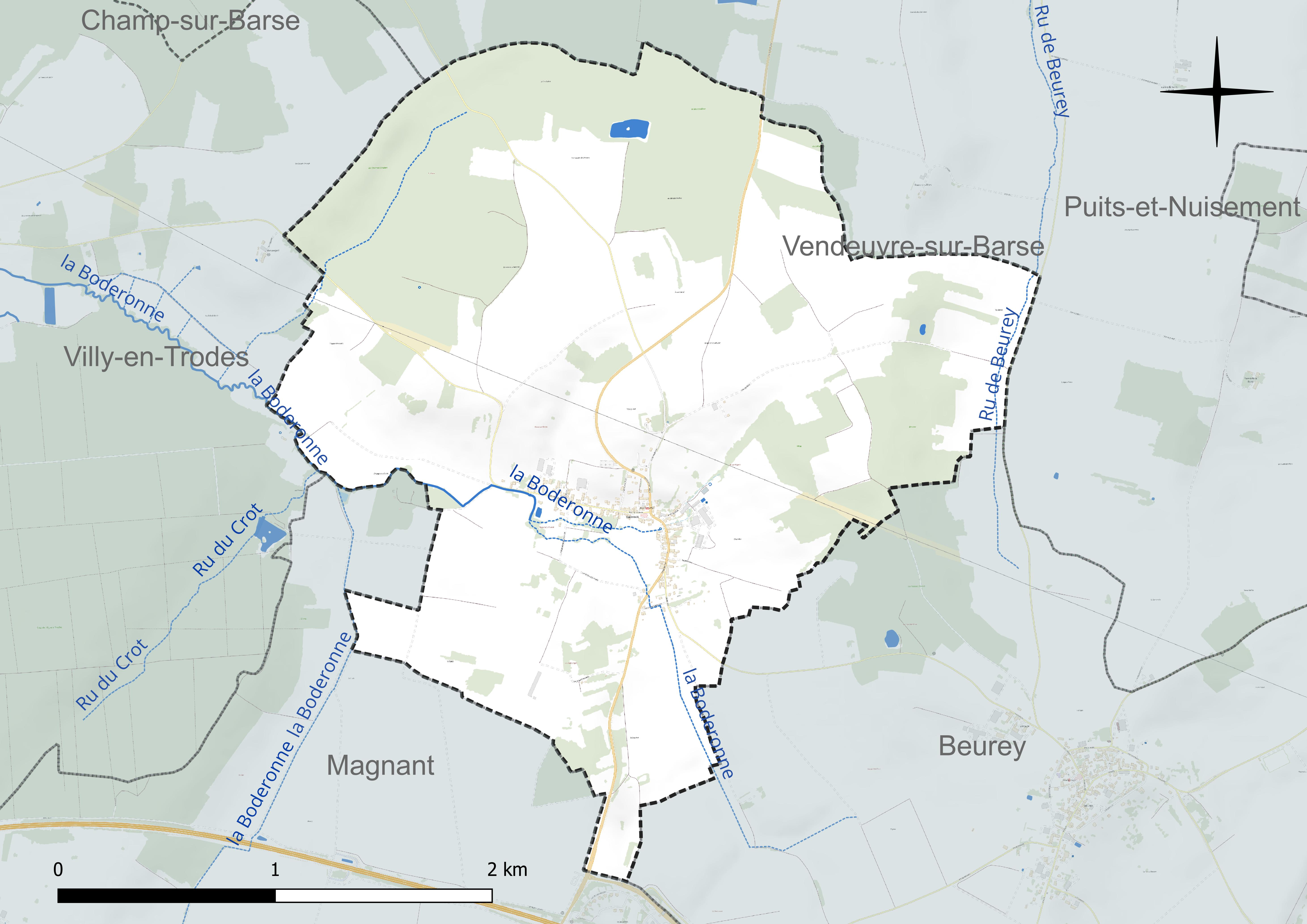
Réseau hydrographique de Thieffrain.

### Climat
Pour des articles plus généraux, voir Climat du Grand Est et Climat de l'Aube.
En 2010, le climat de la commune est de type climat des marges montargnardes, selon une étude du Centre national de la recherche scientifique s'appuyant sur une série de données couvrant la période 1971-2000. En 2020, Météo-France publie une typologie des climats de la France métropolitaine dans laquelle la commune est exposée à un climat océanique altéré et est dans la région climatique  Lorraine, plateau de Langres, Morvan, caractérisée par un hiver rude (1,5 °C), des vents modérés et des brouillards fréquents en automne et hiver. 
Pour la période 1971-2000, la température annuelle moyenne est de 10,4 °C, avec une amplitude thermique annuelle de 15,8 °C. Le cumul annuel moyen de précipitations est de 818 mm, avec 12,2 jours de précipitations en janvier et 8,5 jours en juillet. Pour la période 1991-2020, la température moyenne annuelle observée sur la station météorologique de Météo-France la plus proche, « Mesnil-Saint-Père », sur la commune de Mesnil-Saint-Père à 10 km à vol d'oiseau, est de 11,4 °C et le cumul annuel moyen de précipitations est de 772,6 mm. 
La température maximale relevée sur cette station est de 41 °C, atteinte le 25 juillet 2019 ; la température minimale est de −20,5 °C, atteinte le 2 janvier 1997,,. 
Les paramètres climatiques de la commune ont été estimés pour le milieu du siècle (2041-2070) selon différents scénarios d'émission de gaz à effet de serre à partir des nouvelles projections climatiques de référence DRIAS-2020. Ils sont consultables sur un site dédié publié par Météo-France en novembre 2022.

## Urbanisme

### Typologie
Au 1er janvier 2024, Thieffrain est catégorisée commune rurale à habitat dispersé, selon la nouvelle grille communale de densité à 7 niveaux définie par l'Insee en 2022.
Elle est située hors unité urbaine et hors attraction des villes,.

### Occupation des sols
L'occupation des sols de la commune, telle qu'elle ressort de la base de données européenne d’occupation biophysique des sols Corine Land Cover (CLC), est marquée par l'importance des territoires agricoles (70,5 % en 2018), une proportion identique à celle de 1990 (70,5 %). La répartition détaillée en 2018 est la suivante : 
terres arables (61,9 %), forêts (29,3 %), zones agricoles hétérogènes (7,6 %), prairies (1 %), zones industrielles ou commerciales et réseaux de communication (0,1 %). L'évolution de l’occupation des sols de la commune et de ses infrastructures peut être observée sur les différentes représentations cartographiques du territoire : la carte de Cassini (XVIIIe siècle), la carte d'état-major (1820-1866) et les cartes ou photos aériennes de l'IGN pour la période actuelle (1950 à aujourd'hui).

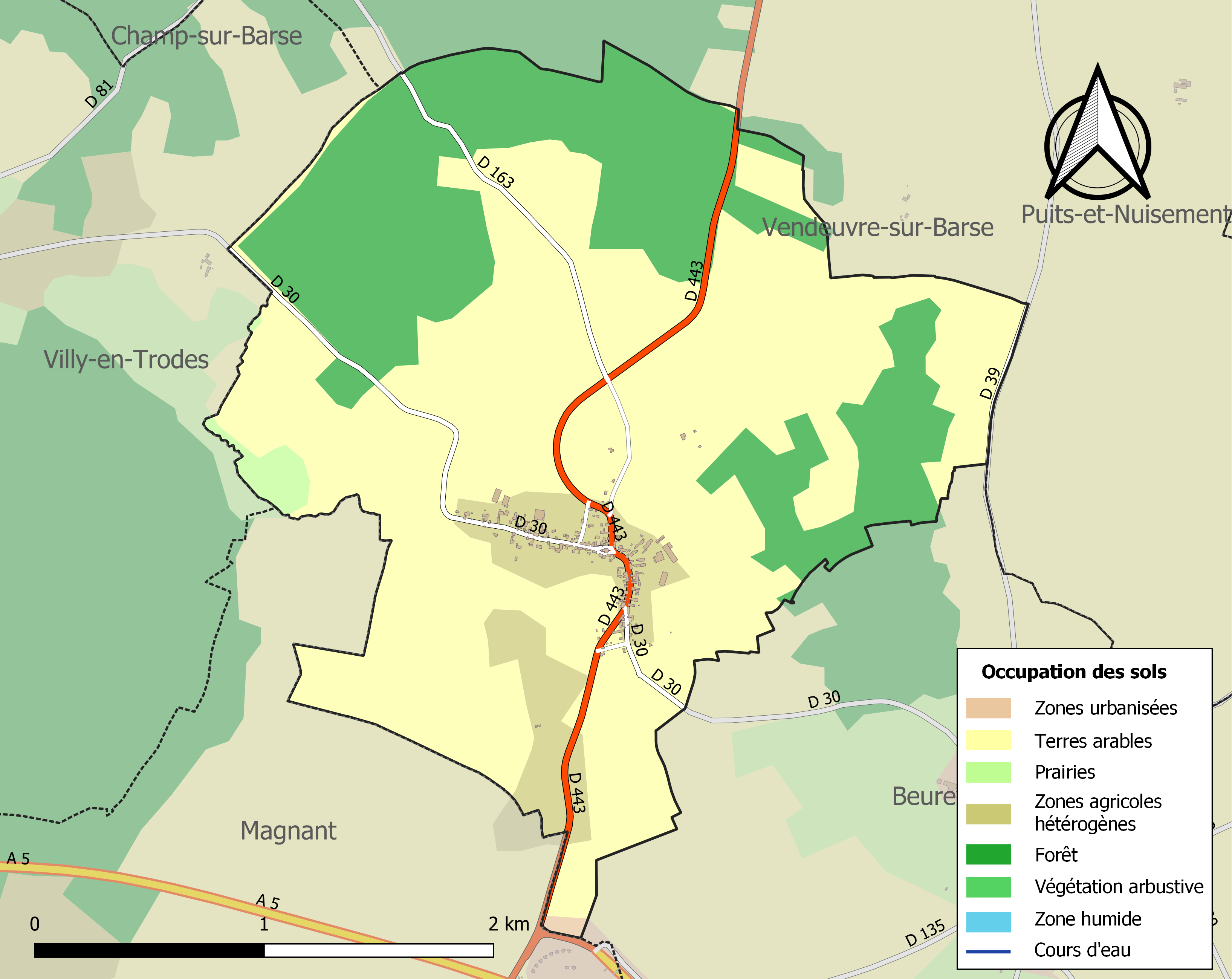
Carte des infrastructures et de l'occupation des sols de la commune en 2018 (CLC).

## Histoire

### L'Antiquité
Dans les archives, des traces de vie des Gaulois sur le finage de Thieffrain ont été découvertes. L'on a aussi trouvé une monnaie de Dioclétien, empereur romain (284-305) et une monnaie gauloise (le potin).
La conquête de la Gaule par Jules César ne s'accompagne en Champagne d'aucun évènement important. Les Gaulois  ont accepté rapidement la civilisation  de Rome. Indisciplinés de nature, ils se rendent compte des bienfaits de l'ordre romain. Les Romains imposèrent une administration qui avait modèle le monde par l'art, la culture et le progrès matériel. Les voies romaines sillonnent le pays, facilitant les échanges commerciaux. Dès le milieu du troisième siècle, les provinces gauloise sont envahies par des barbares et les pays champenois sont directement exposés aux excès de ces envahisseurs. La première incursion des Francs (hommes blonds aux yeux clairs, venant d'au-delà du Rhin) se produit en 253.

### Pendant le Moyen Âge
- En 451 se produit la dernière grande invasion, le déferlement de ceux qui ont le plus frappé les esprits de l'époque : les Huns.
- En 511 : cette époque de troubles et de cruautés est celle où apparaît pour la première fois le nom de Champagne :

- En 889 : les Normands prennent Troyes. Leurs exactions dans la région se poursuivent pendant vingt ans.
- En 954 : des hordes venues de Hongrie saccagent et pillent à leur tour la région troyenne.
- 1104, 1125, 1148, 1179, 1201 : temps des Croisades. C'est à cette époque que l'on trouve trace de la construction de l'église de Thieffrain.
- Pendant la guerre de Cent Ans, Thieffrain fut occupée par les Anglo-navarrais de 1359 jusqu'au traité de Brétigny (8 mai 1360).
- En 1559 le seigneur de Thieffrain se mit en tête d'une troupe et livra une bataille entre Beurey et Thieffrain. Ce combat eut pour résultat l'incendie du village, y compris le château de son seigneur, qui se trouvait dans un pré appelé la Motte situé entre la Boderonne et le ru, à l'ouest du quartier haut du pays.
- Pendant la Renaissance l'église de Thieffrain est agrandie.

### Époque moderne
Au début du XVIIe siècle, on retrouve la trace des seigneurs de Thieffrain : 
- Dès 1603 le château échoit à Louise de Rochechouart, dame de Thiffrain, morte en 1589.

Les héritiers : 
- - Claude de Dinteville, veuve de François de Gazillac,
  - Jeanne de Dinteville, veuve de Philibert de Choiseul Aigremont,
  - Marguerite de Dinteville, veuve de François baron de Dammartin,
  - Cléradins et Méau de Coligny, frères,
  - François de Choiseul.

L'héritage des Dinteville fut alors dispersé par des ventes faites à divers particuliers. On ne sait qui devint acquéreur de Thieffrain. 
- En 1622, un potier de terre Nicolas Mathieu, demeure à Thiffrain
- En 1631, il semble que la terre de Thiffrain appartienne à Claude de Dinteville, seigneur de Mesnil-Sellières et en partie de Bouranton, capitaine de cent hommes de pied lors de son mariage avec Antoinette de Marguenat.
- En 1656, Chales de Menisson, seigneur de Charley-Saint-Maure, maréchal de camp, puis lieutenant général des Armées du Roi, marié en 1639 à ladite Antoinette de Marguenat, douairière de Thieffrain, par son premier mariage et globalement attributaire du règlement de ses droits de succession.
- En 1679, l'adjudication de Thieffrain était poursuivie sur elle, alors veuve de Charles de Menisson.
- En 1656, il est fait mention de la maison seigneuriale de "La Mote" À Thieffrain. Le chevalier de Zeddes y demeurait lors de son mariage avec Madeleine Claude de Berulle.

Au XVIIIe siècle, on retrouve encore trace des seigneurs de Thieffrain : 
- 1704-1705, Abraham de Menisson lieutenant colonel de cavalerie est adjudicataire,
- 1759, Odard Louis Angenoust, Seigneur de Bailly et de Villechetif et sa sœur Marie-Jeanne, célibataire, partageront les successions de leur père Jean-Baptiste Angenoust, seigneur des dits lieux, mort en 1729, et leurs oncles : 
  - Odard Angenoust, seigneur de Villette, mort en 1740 et
  - Odard, chanoine de Saint-Étienne, mort en 1745.

Ils laissèrent  dans l'indivision Vilelchetif, et le tiers de Thieffrain, qui dépendaient des dites successions.
- De 1768 jusqu'en 1790, la famille de Zeddes vit à Thieffrain.
- En 1757, Louis de Zeddes, dit chevalier de Zeddes, capitaine d'infanterie, demeure au château avec sa sœur Marie-Anne de Zeddes.
- On note à Thieffrain, un premier vicaire en 1553, les autres en 1730 et au cours des années suivantes.
- En 1789, Thieffrain dépendait de l'intendance et de la généralité de Châlons, élection de Bar-sur-Aube, et du bailliage de Troyes. Pendant la période révolutionnaire, la commune a fait partie du canton de Marolles-les-Bailly jusqu'en l'an IX.

### AuXIXesiècle
- Le Bulletin des lois[15] note : « Le certificat d'addition dont la demande a été déposée, le 21 janvier 1853, au secrétariat de la préfecture du département de l'Aube, par le sieur Maître (Joseph), à Thieffrain, et se rattachant au brevet d'invention de quinze ans pris, le 15 avril 1850, pour un mode de fabrication de tuiles.»

## Politique et administration
| Période                                  | Période  | Identité                                              | Étiquette | Qualité  |
| ---------------------------------------- | -------- | ----------------------------------------------------- | --------- | -------- |
|                                          |          | M. Obeniche Paul                                      |           |          |
|                                          | 1969     | M. Jules Chardin                                      |           |          |
| 1969                                     | 2001     | Mlle Simone Lambert                                   |           |          |
| 2001                                     | 2008     | M. Claude Martin                                      |           |          |
| mars 2008                                | 2014     | M. Claude Martin                                      |           |          |
| mars 2014                                | En cours | Mme Colette Laplanche Réélue pour le mandat 2020-2026 | DVD       | Employée |
| Les données manquantes sont à compléter. |          |                                                       |           |          |

## Démographie

### Évolution démographique
L'évolution du nombre d'habitants est connue à travers les recensements de la population effectués dans la commune depuis 1793. Pour les communes de moins de 10 000 habitants, une enquête de recensement portant sur toute la population est réalisée tous les cinq ans, les populations de référence des années intermédiaires étant quant à elles estimées par interpolation ou extrapolation. Pour la commune, le premier recensement exhaustif entrant dans le cadre du nouveau dispositif a été réalisé en 2004.

En 2022, la commune comptait 156 habitants, en évolution de +1,3 % par rapport à 2016 (Aube : +0,7 %, France hors Mayotte : +2,11 %).
| 1793 | 1800 | 1806 | 1821 | 1831 | 1836 | 1841 | 1846 | 1851 |
| ---- | ---- | ---- | ---- | ---- | ---- | ---- | ---- | ---- |
| 264  | 290  | 287  | 287  | 339  | 335  | 307  | 330  | 335  |

| 1856 | 1861 | 1866 | 1872 | 1876 | 1881 | 1886 | 1891 | 1896 |
| ---- | ---- | ---- | ---- | ---- | ---- | ---- | ---- | ---- |
| 324  | 347  | 342  | 295  | 300  | 299  | 291  | 272  | 249  |

| 1901 | 1906 | 1911 | 1921 | 1926 | 1931 | 1936 | 1946 | 1954 |
| ---- | ---- | ---- | ---- | ---- | ---- | ---- | ---- | ---- |
| 232  | 222  | 213  | 157  | 166  | 166  | 148  | 155  | 172  |

| 1962 | 1968 | 1975 | 1982 | 1990 | 1999 | 2004 | 2006 | 2009 |
| ---- | ---- | ---- | ---- | ---- | ---- | ---- | ---- | ---- |
| 165  | 158  | 151  | 130  | 141  | 143  | 156  | 157  | 159  |

| 2014 | 2019 | 2022 | - | - | - | - | - | - |
| ---- | ---- | ---- | - | - | - | - | - | - |
| 157  | 154  | 156  | - | - | - | - | - | - |

### Pyramide des âges
En 2018, le taux de personnes d'un âge inférieur à 30 ans s'élève à 29,2 %, soit en dessous de la moyenne départementale (35,2 %). À l'inverse, le taux de personnes d'âge supérieur à 60 ans est de 24,6 % la même année, alors qu'il est de 27,7 % au niveau départemental.
En 2018, la commune comptait 78 hommes pour 76 femmes, soit un taux de 50,65 % d'hommes, largement supérieur au taux départemental (48,59 %).
Les pyramides des âges de la commune et du département s'établissent comme suit.
| Hommes | Classe d’âge | Femmes |
| ------ | ------------ | ------ |
| 1,3    | 90 ou +      | 2,6    |
| 5,1    | 75-89 ans    | 7,9    |
| 17,9   | 60-74 ans    | 14,5   |
| 32,1   | 45-59 ans    | 26,3   |
| 15,4   | 30-44 ans    | 18,4   |
| 9,0    | 15-29 ans    | 11,8   |
| 19,2   | 0-14 ans     | 18,4   |

| Hommes | Classe d’âge | Femmes |
| ------ | ------------ | ------ |
| 0,8    | 90 ou +      | 2,1    |
| 7,4    | 75-89 ans    | 10,2   |
| 17,4   | 60-74 ans    | 18,4   |
| 19,4   | 45-59 ans    | 19     |
| 17,8   | 30-44 ans    | 17,3   |
| 18,3   | 15-29 ans    | 15,9   |
| 19     | 0-14 ans     | 17,1   |

## Lieux et monuments

### L'église paroissiale desXIIesiècleetXVIesiècle

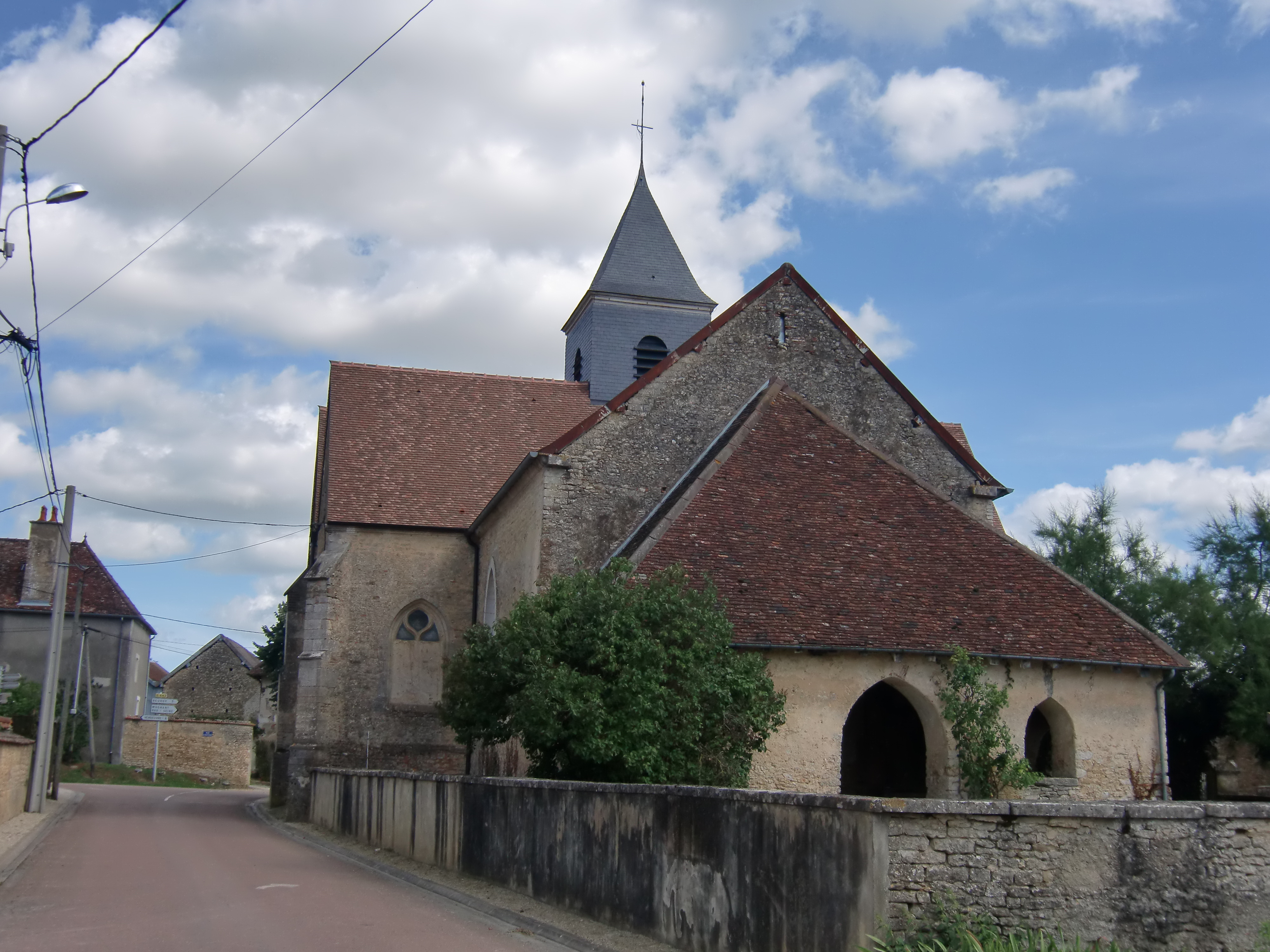

L'église Saint-Mammès de Thieffrain fut commencée au XIe siècle, puis incendiée. L'abside date de la fin du XIIe siècle, ou du commencement du XIIIe siècle. Le transept date du XVIe siècle, il y a deux traversées. La nef en forme de croix latine avec abside à cinq pans sera postérieure à cette date. L'église est dotée d'une cloche qui date de 1553 (elle est classée). Sous le vieux porche une Vierge-Mère de 2,05 m de hauteur du XVIe siècle (classée). Un bahut sculpté du XVIe siècle (classé). Au côté nord une verrière représente l'arbre de Jessé (baie 9). Dans la chapelle sud, le Tableau : Portement de Croix  le Christ et sainte Véronique (Montée au calvaire), toile formant retable à l'autel du transept sud, de l'école flamande du XVIe siècle. Il a été restauré en 1980.
De la même époque, dans la chapelle de la Vierge, le devant de l'autel en bois sculpté représente à gauche, la mort de saint Louis, en façade la mort de la Vierge et à droite, saint Louis rendant la justice sous un chêne. Un autre tableau représente le Christ en croix (le cadre est d'origine Louis XV).

#### Les tombeaux
- Le tombeau de Gabrielle de Saulx se trouve au pied de la chapelle sud ; on y lit sur la dalle funéraire[27] :

« Ci-gît sous cette tombe, Mademoiselle Gabriell de SAULT (SAULX), femme de Claude de BERLE, Escuyer Seigneur de GUIGNECOURT, ci-devant cornette dans le régiment de SAINCTE-MAURE, LIEUTENANT ET CAPITAINE de cavalerie dans Celuy de MERLIN, sous le règne de Louis XIV. Laquelle dite demoiselle décéda le 1 mai 1684. Priez Dieu pour le repos de son âme. »

- Un second tombeau, celui de René de Berle, date de 1735 : sur la dalle funéraire on lit[28] :

« Ci-gît René de BERLE, Ecuyer, Sieur de GINICOURT et de MALET, en partie Jendarme de Monsieur le Duc d'ORLÉANS, frère unique du Roy, lequel décéda à Joinville au retour de l'armée de LORRAINE pour le service du Roy. Décéda le 21 jour du mois de novembre 1635 ou 1735?? prie Dieu pour son âme. »

#### Le décor intérieur de l'église
À droite de l'autel, une statue de saint Gengoult ou saint Gengon ou Gengoul, né à Varennes-sur-Amance en Champagne et mort assassiné en 760.
On trouve encore deux Vierges à l'Enfant : 
- une sur l'autel de la Vierge[30]
- une dans la tribune[31], toutes deux en calcaire du XIVe siècle ;

On doit à Valtat, le maître-autel de l'église,
- Sculpture : Autel et retable de la Vierge, tabernacle (menuiserie)[32]
- Sculpture : Maître-autel et retable, exposition, tabernacle, cloison, Crucifixion[33] Crucifixion

Parmi les tableaux de valeur dans l'église, trois toiles restaurées en 1989, datées de 1787 et ont été peintes par  Cossard :
- Tableau : Fuite en Égypte[34]
- Tableau : Adoration des Mages[35] les deux de Pierre Cossard
- Tableau : Adoration des bergers[36]

#### Les vitraux
- Verrière ornementation : en écoinçon (cartouche), en fond (étoile)(2, baies 5, 6)[37]
- Verrière (verrière figurée) : diable, âme : Le mauvais larron, ange, Séraphin ; Crucifixion (baie 8)[38].

#### Les peintures et statues
- Panneau peint : Assomption[39]
- Statue : saint Mammès[40]
- Sculpture en bas-relief : Martyre de saint Étienne, saint Pierre, saint Paul[41]

#### LeRetabledesfonts baptismaux
- le Baptême du Christ[42] : Baptême du Christ

#### Objets divers
- Sculpture : Christ en croix[43]
- Calice[44]
- Patène[45]
- Le Calice et la Patène[46]
- Le Ciboire[47]
- Un Coffre (disparu)[48]
- la Croix d'autel[49]
- la Chaire à prêcher[50]
- Le Bénitier[51]

### La chapelle saint Hilaire
Plus communément appelée ici, la Chapelle, qui connut autrefois la ferveur des chrétiens du village.
Pour ce qui concerne ses origines, il existe deux versions.
Voici celle de Roserot de Melin, dans le dictionnaire de la Champagne Méridionale : 
Briqueterie, fontaine, chapelle, dépendent de la commune de Magnant. La tuilerie ou Briqueterie est en ruine.

## Légendes locales

### La légende de saint Mammès
L'église est sous le vocable de saint Mammès ou saint Mamas. Celui-ci, mort martyr à Césarée de Cappadoce, était déjà populaire au début du IVe siècle dans tout l'Orient. C'était un simple berger, n'ayant pour fortune que sa houlette et une maigre besace. Ses reliques furent transférées au temps des Croisades d'une basilique de Constantinople à Langres en Champagne.

Mais à Thieffrain, on connaît la légende qui s'est transmise depuis de nombreuses générations à ce propos : le finage de Thieffrain s'enfonce en pointe dans celui de Magnant. Saint Julien qui demeurait à Magnant aurait dit à saint Mammès :

« Si tu viens encore avec tes gens cultiver sur mes terres (qui arrivent très près du village de Thieffrain) je t'étripe... »

 Saint Mammes ne tenant pas compte de cet avertissement continua, et saint Julien, d'un coup de fourche, lui ouvrit le ventre. Saint Mammès revint mourir au village, tenant ses entrailles dans ses mains. La contrée où se passa le drame s'appelle "Le Tripier". Est-ce une coïncidence ?...

### La légende de saint Guengoult
Saint Gengoult (ou Gangolf) se trouve être le patron des maris trompés. Il vit le jour à Varennes-sur-Amance, près de Langres au début du VIIIe siècle. Issu d'une famille de très haute noblesse, il passa son enfance et sa jeunesse sage et studieuse auprès des siens. À l'étude des lettres, il joignit les exercices de la piété chrétienne. Maître d'une grande fortune à la mort de ses parents, il l'administra avec sagesse et prudence, rendant aux églises et aux pauvres ce que Dieu donnait.
Dans l'épouse qu'il prit, il ne trouva pas les qualités désirables de l'esprit et du cœur. Elle était légère, vaniteuse, mondaine, etc. Gengoult avait beaucoup de bravoure, il prit part aux guerres de Pépin le Bref. Sa femme, après s'être moquée de ses vertus, lui devint infidèle. Il s'en aperçut fut plongé dans une vive douleur et une grande perplexité. Il trouvait pénible de punir le crime et funeste de le laisser impuni.
Un jour, il crut bon d'avertir la coupable du soin qu'elle devait prendre pour conserver (ou recouvrer) son honneur. Cette misérable lui répondit avec impudence que les bruits répandus sur elle étaient injustes et sans fondement. « S'il en est ainsi répondit Gengoult, voici une eau limpide ni assez chaude, ni assez froide pour nuire. Plongez-y votre bras, si vous n'éprouvez aucun mal, vous serez innocente à mes yeux ». Elle s'empressa de fournir un témoignage si facile. Mais quand elle retira son bras la peau se détacha comme si on l'eut écorchée et la malheureuse ressentit des douleurs excessives. L'orgueil l'empêchant de s'avouer coupable, elle demeura dans un honteux silence. Gengoult lui dit : « Je pourrais vous livrer à la sévérité de la Loi, mais je préfère vous laisser la liberté d'expier vous-même dans la pénitence et les larmes, l'adultère dont le Ciel vient de vous convaincre. »
Ainsi Gengoult mit sa femme dans une de ses seigneuries et lui assigna un certain revenu pour sa subsistance. De son côté, il se retira dans un château qu'il avait auprès d'Avallon. De là, il l'exhortait souvent par lettre à expier ses fautes passées par une meilleure vie. Mais toutes ses remontrances furent inutiles, cette femme libertine continua ses désordres. Craignant que son mari donnât tous ses biens aux pauvres après sa mort, ou qu'il lui fît subir les rigueurs de la loi, elle en parla à son complice qui se chargea de l'exécution de Gengoult.
Cet assassin vint secrètement à la résidence de Gengoult, trouva le moyen d'entrer dans sa chambre lorsqu'il était seul et encore couché, prit l'épée qui était pendue près du chevet et leva le bras pour lui asséner un grand coup sur la tête. Gengoult s'étant réveillé à ce moment, para le coup qui le frappa seulement à la cuisse. Cette blessure fut mortelle. Gengoult eut le temps de recevoir les derniers sacrements et mourut le 11 mai 760. Sur sa statue on peut voir à ses pieds un chien (signe de noblesse : seuls les nobles utilisaient les chiens pour la chasse). Saint Gengoult tient la peau de la main de sa femme telle un gant.
Saint Guengoult est honoré aussi en Lorraine à Toul (collégiale Saint-Guengoult), dans le Jura à Moissey et dans le Boulonnais à Fiennes et à Wierre-au-Bois par exemple.

## Personnalités liées à la commune

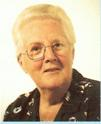
Simone Lambert.

À Thieffrain depuis 1954, Simone Lambert y a recueilli nombre de témoignages sur les événements, drôles ou dramatiques, dont les précédentes générations furent les témoins et qu'elle nous transmet en partie dans son ouvrage Thieffrain, Un village en Champagne.

## Fêtes et animation locale
- Fête communale : le dimanche après le 17 août.
- Groupe folklorique champenois, « Les Oseries».